# Olletas
Olletas es un barrio que pertenece al distrito Centro de Málaga, España. Está situado entre el Cementerio de San Miguel y el Seminario, limitando al sur con los barrios de Cristo de la Epidemia, El Ejido y Capuchinos, y al norte con los de Pinares de Olletas y Los Antonios.
El barrio de Olletas (también denominado Fuente Olletas por la fuente ubicada en su principal plaza) fue desde el siglo XVIII hasta 1973 la salida de Málaga al interior de la península a través del Camino del Colmenar.
Este barrio ha sido modificado recientemente, aproximadamente hace diez años con nuevas urbanizaciones que conectan el mismo con El Limonar y que dan acceso a nuevos caminos y comunicaciones entre otros distritos de Málaga.

## Lugares de interés

### Capilla de las Adoratrices
Edificada entre 1906 y 1908 es de estilo neogótico y autor desconocido. Está situada en el lado oeste de la calle del Cristo de la Epidemia y comprende una sola nave. La fachada principal presenta una portada decorada con un arco ojival al que se superpone una triple alquería con arcos del mismo tipo, sobre la que se encuentran dos óculos y una espadaña con campana.

### Oficinas de Emasa
Datan del primer tercio del siglo XX y se desconoce su autor. Son de estilo regionalista y están compuestas por dos volúmenes adosados, de los cuales el más pequeño presenta techado a dos aguas, vanos apaisados de ladrillo visto y fachada de remate escalonado. El volumen mayor es de dos plantas rematadas por una azotea-mirador y contiene azulejos polícromos.

### Fuente de Olletas
Construida en 1788, de ella brotaba agua del Acueducto de San Telmo por un caño y, desde principios del siglo XX brotaba agua de Torremolinos por el otro caño. Las fotografías originales muestran que en la fuente se inscribía el lema "No maltrates a tus animales dado que ellos hacen fácil tu trabajo y te ayudan a ganar el pan". Su diseño está atribuido a Martín de Aldehuela.

## Transporte
En autobús queda conectado mediante las siguientes líneas de la EMT: 
| Línea | Trayecto                                   | Recorrido | Frecuencia    |
| ----- | ------------------------------------------ | --------- | ------------- |
| C1    | Circular 1                                 | Recorrido | 12 minutos    |
| C2    | Circular 2                                 | Recorrido | 11-12 minutos |
| 1     | Parque del Sur - Avda. Europa (San Andrés) | Recorrido | 8-9 minutos   |
| 37    | Alameda Principal - Altamira/Monte Dorado  | Recorrido | 25-30 minutos |
| N2    | Plaza de la Marina - Circular              | Recorrido | 50-55 minutos |